# Fossa comune di Talheim
La fossa comune di Talheim è una sepoltura del Neolitico che contiene i resti ossei di 34 individui (uomini, donne e bambini), morti di morte violenta intorno al 5100 a.C. È stata rinvenuta nel 1983 in un campo a Talheim, nel distretto tedesco di Heilbronn. La sua importanza storico-archeologica consiste nella testimonianza di vere e proprie guerre di età neolitica, che vanno di pari passo con la diffusione dell'agricoltura e quindi con la lotta per il possesso delle terre (contrapposte ai duelli individuali e alla cacciata delle tribù rivali nelle civiltà con economia di caccia e raccolta). I resti presentano segni di ferite inferte con armi diverse, spesso posteriormente, segno che sono stati aggrediti senza potersi difendere.